# فرودگاه دنیلسون
فرودگاه دنیلسون (به انگلیسی: Danielson Airport) یک فرودگاه همگانی بهره‌برداری هوایی است که یک باند فرود آسفالت دارد و طول باند آن ۸۲۳ متر است. این فرودگاه در کشور ایالات متحده آمریکا قرار دارد و در ارتفاع ۷۳ متری از سطح دریا واقع شده‌است.